# 烏山頭水庫太陽光電場
烏山頭水庫太陽光電場位於臺灣臺南市官田區烏山頭水庫，屬於水面浮力式的太陽光電場，該光電場由行政院農業委員會農田水利署嘉南管理處對外招標後，星能股份有限公司旗下星曄綠能公司得標興建並營運，於2022年5月竣工商轉後，截至2022年底仍是臺灣裝置容量最大，同時也是嘉南地區最大的水庫水面浮力式太陽光電場。

## 沿革

### 背景
烏山頭水庫為臺灣日治時期所興建的大型農業灌溉用水庫，並且該水庫的大壩係由日本水利工程技師八田與一以半水力淤填式工法完成，為臺灣唯一使用該工法的水庫大壩，於臺灣戰後嘉義縣大埔鄉的曾文水庫完工後，利用東口堰攔截曾文發電廠尾水，經烏山嶺引水隧道輸送至烏山頭水庫，自此兩座水庫開始聯合調度使用。
目前烏山頭水庫上游有曾文水庫的曾文發電廠、烏山嶺引水隧道出口的西口水力發電廠，以及嘉南大圳新舊放水工的烏山頭水力、八田水力發電廠等，發電後的尾水供應臺南地區公共用水與嘉南大圳灌溉用水為主。

### 計畫
行政院農業委員會農田水利署嘉南管理處為配合中央政府再生能源發展政策，盤點轄下管理之水庫與大型農塘發展浮力式太陽光電的可行性，該計畫後續納入「行政院太陽光電2年期推動計畫｣中推動，並交由經濟部水利署列管追蹤推動進度。
嘉南管理處於2017年9月6日正式公告「烏山頭水庫水面型太陽光電發電系統計畫」招標計畫，招標公告中預估太陽光電板最低裝置容量為7MW，爾後嘉南管理處公告由星能股份有限公司旗下子公司星曄綠能得標，後續展開各項施工前得的審查作業。

### 施工
歷經近2年審查流程，星曄綠能於2021年1月28日取得開工許可，並展開周邊電力設備的先期施工工作，包含69kV升壓站施工，以及7月展開23kV連接站施工等，而浮力式光電主要設施的光電板、浮筒，及水面載具等設備受到2019冠狀病毒病疫情影響，使外國供應商交貨延遲，直到同年12月利用水庫枯水期期間才開始水面光電板的施工作業，計畫趕在5月雨季前完成光電板架設。
星曄綠能利用烏山頭水庫約11.5公頃的水面設置裝置容量13.7MW的太陽光電板，相當於僅占用水庫蓄水面積約1.3%的空間，年發電量預計達1,700萬度、二氧化碳排放量一年可減少預估8,906噸，水面支架採用韓國Scotra公司生產的浮桶支架，變流器採用以色列公司SolarEdge生產之產品。2022年1月13日完成69kV升壓站工程，與台灣電力公司電網完成併聯。

### 完工
2022年5月23日由台電公司新營區營業處檢驗合格，開始正式併網發電。烏山頭浮力式光電工程完工後，引來參訪遊客兩極化評論，認為光電板的架設影響烏山頭水庫的湖面景觀，另一方面則有遊客認為將現有水域空間結合太陽光電利用，可創造更多複合式效益，並且也有地方民代認為新設浮力式太陽光電將嚴重影響水庫水質。
並且針對部分民眾質疑光電板恐影響烏山頭水庫水質，臺南市政府經濟發展局，及嘉南管理處均表示水面型太陽光電設備主要係太陽能板結合浮筒鋪設在水面上，面板主要材料為矽，並無毒性，外部則以玻璃及鋁框緊密封裝，並不會直接碰觸到水面，而浮筒均採高密度聚乙烯（HDPE）材質，且耐酸、耐鹼、抗紫外線、抗氧化與抗溶解材質。

## 設施

### 發電機組
| 光電板型號 | 太陽能發電類型     | 光電板數量（片） | 裝置容量（MW） | 商轉日期      | 狀態   |
| ---------- | ------------------ | ---------------- | -------------- | ------------- | ------ |
|            | 水面浮力式太陽光電 |                  | 13.7MW         | 2022年5月23日 | 商轉中 |